# Carta de Monterrey
Carta de Monterrey o Autodefensa espiritual fue escrita por Sor Juana Inés de la Cruz alrededor de 1681 y descubierta por Aureliano Tapia Méndez en 1980. La carta va dirigida a su confesor Antonio Núñez de Miranda. Tanto la “Carta de Monterrey” como la Respuesta a Sor Filotea ilustran la pugna de la monja con las autoridades eclesiásticas para defender su derecho a manifestarse como artista y como intelectual.

## Extractos
"¿De qué envidia no soy blanco? ¿De qué mala intención no soy objeto? ¿Qué acción hago sin temor? ¿Qué palabra digo sin recelo? 
Las mujeres sienten que las excedan, los hombres que parezca que los igualo; unos no quisieran que supiera tanto, otros dicen que había de saber más, para tanto aplauso; las viejas no quisieran que otras supieran más, las mozas que otras parezcan bien, y unos y otros que viese conforme a las reglas de su dictamen, y de todos puntos resulta un tan extraño género de martirio cual no sé yo que otra persona haya experimentado. 
¿Qué más podré decir ni ponderar?, que hasta el hacer esta forma de letra algo razonable me costó una prolija y pesada persecución no por más de porque dicen que parecía letra de hombre, y que no era decente, con que me obligaron a malearla adrede y de esto toda esta comunidad es testigo."
"Mis estudios no han sido en daño ni perjuicio de nadie, mayormente habiendo sido tan sumamente privados que no me he valido ni aun de la dirección de un maestro, sino que a secas me lo he habido conmigo y mi trabajo, que no ignoro que el cursar públicamente las escuelas no fuera decente a la honestidad de una mujer, por la ocasionada familiaridad con los hombres y que ésta sería la razón de publicar los estudios públicos; y el no disputarles lugar señalado para ellos, será porque como no las ha menester la república para el gobierno de los magistrados (de que por la misma razón de honestidad están excluidas) no cuida de lo que no les ha de servir; pero los privados y particulares estudios ¿quién los ha prohibido a las mujeres? ¿No tienen alma racional como los hombres? ¿Pues por qué no gozará el privilegio de la ilustración de las letras con ellas? ¿No es capaz de tanta gracia y gloria de Dios como la suya? ¿Pues por qué no será capaz de tántas noticias y ciencias que es menos? ¿Qué revelación divina, qué determinación de la Iglesia , qué dictamen de la razón hizo para nosotras tan severa ley?"
"V. R. quiere que por fuerza me salve ignorando, pues amado Padre mío, ¿no puede esto hacerse sabiendo? Que al fin es camino para mí más suave. Pues, ¿por qué para salvarse ha de ir por el camino de la ignorancia si es repugnante a su natural? ¿No es Dios como suma bondad, suma sabiduría? Pues, ¿por qué le ha de ser más acepta la ignorancia que la ciencia? Sálvese San Antonio con su ignorancia santa, norabuena, que San Agustín va por otro camino, y ninguno va errado. Pues ¿por qué es esta pesadumbre de V. R. y el decir "que a saber que yo había de hacer versos no me hubiera entrado religiosa, sino casádome?" Pues, Padre amantísimo (a quien forzada y con vergüenza insto lo que no quisiera tomar en boca), ¿cuál era el dominio directo que tenía V. R. para disponer de mi persona y del albedrío (sacando el que mi amor le daba y le dará siempre) que Dios me dio?"
"Y así le suplico a V. R. que si no gusta ni es ya servido favorecerme (que eso es voluntario) no se acuerde de mí, que aunque sentiré tánta pérdida mucho, nunca podré quejarme, que Dios que me crió y redimió, y que usa conmigo tántas misericordias, proveerá con remedio para mi alma que espera en su bondad no se perderá, aunque le falte la dirección de V. R., que del cielo hace muchas llaves y no se estrechó a un solo dictamen, sino que hay en él infinidad de mansiones para diversos genios, y en el mundo hay muchos teólogos, y cuando faltaran, en querer más que en saber consiste el salvarse y esto más estará en mí que en el confesor. ¿Qué precisión hay en que esta salvación mía sea por medio de V. R.? ¿No podrá ser otro? ¿Retringióse y limitóse la misericordia de Dios a un hombre, aunque sea tan discreto, tan docto y tan santo como V. R.?"